# Jaden Smith
Pour les articles homonymes, voir Smith.
 (janvier 2023).
Si vous disposez d'ouvrages ou d'articles de référence ou si vous connaissez des sites web de qualité traitant du thème abordé ici, merci de compléter l'article en donnant les références utiles à sa vérifiabilité et en les liant à la section « Notes et références ».
Jaden Smith, de son nom complet Jaden Christopher Syre Smith, est un acteur, mannequin, rappeur, danseur et compositeur américain, né le 8 juillet 1998 à Los Angeles, en Californie. Il est le fils de l'acteur Will Smith et de l'actrice Jada Pinkett Smith. 
Il est également connu pour avoir joué dans À la recherche du bonheur en 2006, Le Jour où la Terre s’arrêta en 2008, Karaté Kid en 2010, After Earth en 2013, et pour avoir participé au clip et film Never Say Never de Justin Bieber.

## Biographie

### Jeunesse

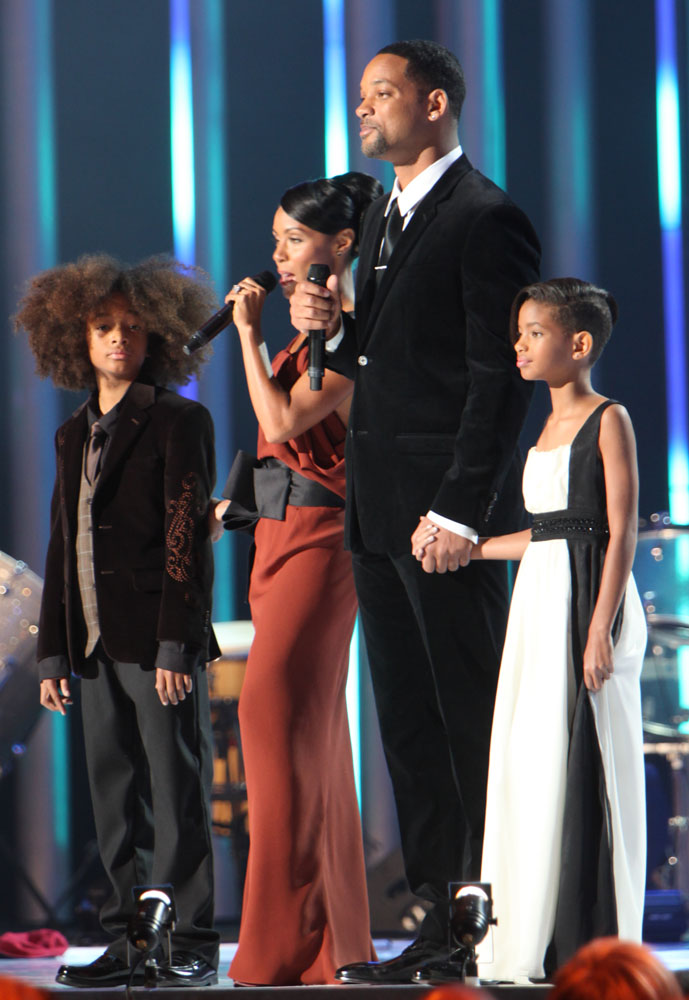
Jaden Smith (à gauche) à l'âge de 11 ans avec ses parents et sa sœur lors du concert du Prix Nobel de la paix en 2009.

Jaden Smith naît le 8 juillet 1998 à Los Angeles en Californie. Il est le fils des acteurs Will Smith et Jada Pinkett Smith. Il a un demi-frère aîné, Trey Smith, qui est DJ et une sœur cadette, la chanteuse Willow Smith.

### Carrière
En 2002, Jaden Smith a fait un caméo avec son frère Trey dans le film Men in Black 2.
En 2006, il est ensuite apparu dans le film À la recherche du bonheur dans le rôle de Christopher, le fils de Chris Gardner, personnage interprété par son propre père Will Smith. Grâce à ce rôle, Jaden remporte le prix de la « Meilleure performance » lors des MTV Movie Awards en 2007. Lors des Oscars de 2007, Jaden Smith a présenté le prix du « Meilleur court métrage d'animation » et le prix du « Meilleur court métrage » avec l'actrice Abigail Breslin.
En 2008, Jaden est apparu dans le film Le Jour où la Terre s’arrêta, remake du film du même titre des années 1950.
En 2010, il tient le rôle principal dans le film Karaté Kid aux côtés de Jackie Chan, remake du film Karaté Kid sorti en 1984. La même année, il a chanté en duo avec le chanteur canadien Justin Bieber sur la chanson Never Say Never qui est la musique de thème du film.
Le 18 mars 2012, Jaden Smith créé une marque de vêtement spécialement masculine avec ses amis (Moisés et Matèo Arias) : MSFTS, acronyme de « misfits », ayant pour trois mots clés « create », « inspire », « disrupt ».
Le 1er octobre 2012, Jaden sort sa première mixtape, The Cool Cafe: Cool Tape Vol. 1.
En 2013, il incarne le rôle principal avec son père Will Smith dans After Earth.
En 2014, il sort un deuxième volume de mixtape, Cool Tape Vol 2.

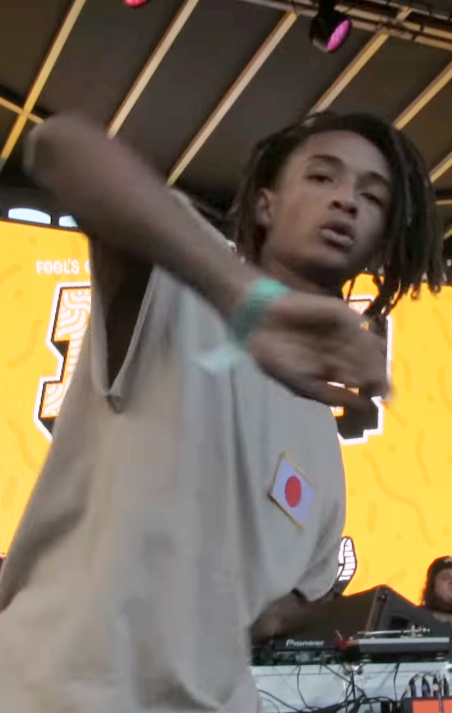
Jaden Smith en 2015 lors d'un concert de Post Malone.

Le 17 novembre 2017, il sort son premier album SYRE, avec notamment la participation d'ASAP Rocky et de Raury.
Le 5 juillet 2019, il sort son deuxième album ERYS.
Le 30 juillet 2020, il dévoile son single Cabin Fever à l’occasion de sa collaboration avec la marque New Balance et quelques semaines plus tard, il sort sa troisième mixtape CTV3 : Cool Tape Vol. 3 le 28 août 2020 avec un feat. de Justin Bieber et de Raury sur deux de ses chansons.

## Vie privée
En 2013, Jaden Smith officialise sa relation avec Kylie Jenner, la demi-sœur de Kim Kardashian. Ils se séparent quelques mois après .

## Filmographie

### Longs métrages
- 2006 : À la recherche du bonheur (The Pursuit of Happyness) de Gabriele Muccino : Christopher Gardner Jr
- 2008 : Le Jour où la Terre s'arrêta (The Day the Earth Stood Still) de Scott Derrickson : Jacob Benson
- 2010 : Karaté Kid (The Karate Kid) de Harald Zwart : Dre Parker
- 2011 : Justin Bieber: Never Say Never de Jon Chu : lui-même
- 2013 : After Earth de M. Night Shyamalan : Kitai Raige
- 2018 : Skate Kitchen : Devon
- 2020 :  La vie en un an  (Life in a Year) de Mitja Okorn : Daryn
- 2022 : Entergalactic de Fletcher Moules : Jordan (voix)

### Séries télévisées
- 2003-2004 : All of Us : Reggie
- 2008 : La Vie de palace de Zack et Cody (The Suite Life of Zack & Cody) : Travis (saison 3, épisode 18)
- 2011 : Victorious : Jordan Harris
- 2016 : The Get Down : Marcus Kipling (Dizzee)
- 2017-2018 : Neo Yokio : Neo Yokio (voix)

## Discographie

### Mixtapes
- 2012 : The Cool Cafe: Cool Tape Vol. 1
- 2014 : Cool Tape Vol. 2
- 2018 : The Sunset Tapes: A Cool Tape Story
- 2020 : Cool Tape Vol. 3

### Albums studio
- 2017 : SYRE
- 2019 : ERYS

### Singles
| Titre                                                 | Année | Album                                                                                |
| ----------------------------------------------------- | ----- | ------------------------------------------------------------------------------------ |
| * Never Say Never avec Justin Bieber                  | 2010  | Never Say Never: The Remixes                                                         |
| * Give It To Em                                       | 2012  |                                                                                      |
| * Gonzoes                                             | 2012  |                                                                                      |
| * Pumped Up Kicks (Like Me)                           | 2012  | Cool-tape vol 1, The Cool Cafe                                                       |
| * Starry Room IIWII                                   | 2012  | Cool-tape vol 1, The Cool Cafe                                                       |
| * Find You Somewhere feat. Willow Smith et Trey Smith | 2012  | Cool-tape vol 1, The Cool Cafe                                                       |
| * The Coolest                                         | 2012  | Cool-tape vol 1, The Cool Cafe                                                       |
| * Higher Up feat. Kid Cudi                            | 2012  |                                                                                      |
| * Late Night In Kauai                                 | 2014  | Kauai                                                                                |
| * Here - Jaden Smith Remix                            | 2016  | Alessia Cara - Here Remixes                                                          |
| * All about You feat. Brandon Thomas                  | 2016  | All about you                                                                        |
| * Welcome to the get Down                             | 2016  | The Get Down : Original Soundtrack from the Netflix Original Series (Deluxe Version) |
| * Losing your Mind feat.Raury                         | 2016  | The Get Down : Original Soundtrack from the Netflix Original Series (Deluxe Version) |
| * Batman                                              | 2017  | SYRE                                                                                 |
| * Fallen                                              | 2017  | SYRE                                                                                 |

Clips vidéos
| Titre                                               | Année | Album                          |
| --------------------------------------------------- | ----- | ------------------------------ |
| Never Say Never avec Justin Bieber                  | 2010  | Never Say Never: The Remixes   |
| Give It To Em                                       | 2012  |                                |
| Gonzoes                                             | 2012  |                                |
| Pumped Up Kicks (Like Me)                           | 2012  | Cool-tape vol 1, The Cool Cafe |
| Find You Somewhere feat. Willow Smith et Trey Smith | 2012  | Cool-tape vol 1, The Cool Cafe |
| The Coolest                                         | 2012  | Cool-tape vol 1, The Cool Cafe |
| Hello                                               | 2013  | Cool-tape vol 1, The Cool Cafe |
| Shakespeare                                         | 2012  |                                |
| Fast                                                | 2014  |                                |
| Blue Ocean                                          | 2014  |                                |
| 4 My 1                                              | 2014  | This Is The Album              |
| Scarface                                            | 2015  | This Is The Album              |
| Where is the love                                   | 2016  | #WHERESTHELOVE                 |
| Fallen                                              | 2016  | SYRE                           |
| Batman                                              | 2017  | SYRE                           |
| Watch Me                                            | 2017  | SYRE                           |
| Icon                                                | 2017  | SYRE                           |
| George Jeff                                         | 2017  | SYRE                           |
| The Passion                                         | 2018  | SYRE                           |
| GHOST feat. Christian Rich                          | 2018  |                                |
| GOKU                                                | 2018  |                                |
| Again                                               | 2019  | ERYS                           |
| Ninety                                              | 2020  | SYRE                           |
| Cabin Fever                                         | 2020  | CTV3                           |
| Photograph                                          | 2021  | CTV3                           |

### Collaborations
- 2011 : Never Say Never feat. Justin Bieber
- 2011 : Thinkin Bout You feat. Justin Bieber
- 2012 : Happy New Year feat. Justin Bieber
- 2012 : Fairytale feat. Justin Bieber
- 2012 : Love Me Like You Do feat. Justin Bieber
- 2013 : Highter Up feat. Kid Cudi
- 2013 : The Worst feat. Jhené Aiko
- 2016 : Like This feat. Rich the Kid
- 2016 : Glass Ceilings feat. Rich the Kid
- 2016 : Loosing Your Mind feat. Raury
- 2016 : It's All Gonna Be Okay feat. Justin Bieber
- 2016 : Lonely feat. Post Malone et Teo
- 2017 : Pothole feat. Tyler, the Creator
- 2017 : Perry Aye feat. A$AP Mob
- 2017 : B feat. Pia Mia et Willow Smith
- 2017 : Breakfast feat. Asap Rocky
- 2017 : Falcon feat. Raury
- 2019 : NOIZE feat. Tyler, The Creator
- 2019 : Summertime in Paris feat. Willow Smith
- 2019 : Chateau feat. A$AP Rocky
- 2019 : On My Own feat. Kid Cudi
- 2020 : Falling for You feat. Justin Bieber
- 2020 : Endless Summer feat. Raury

## Tournées
| Type       | Année | Artiste       | Tour               | Note                   |
| ---------- | ----- | ------------- | ------------------ | ---------------------- |
| Guest Star | 2011  | Justin Bieber | My World Tour      | Drapeau des États-Unis |
| Guest Star | 2013  | Justin Bieber | Believe Tour       | –                      |
| Guest Star | 2016  | Justin Bieber | Purpose World Tour | Drapeau des États-Unis |

## Nominations et récompenses

### Récompenses
Ici sont classés les awards remportés
- Academy of Science Fiction, Fantasy & Horror Films
  - 2009 : Meilleure performance par un jeune acteur pour Le Jour où la Terre s'arrêta (2008)
- BET Awards
  - 2011 : Jeune Star
- MTV Movie Award
  - 2007 : Performance de pointe pour À la recherche du bonheur (2006)
- Phoenix Film Critics Society Awards
  - 2006 : Meilleure performance par un adolescent dans un rôle principal ou rôle de soutien masculin pour À la recherche du bonheur (2006)
- Teen Choice Award
  - 2007 : Meilleur alchimie pour À la recherche du bonheur (2006)
- Young Artist Awards
  - 2011 : Meilleure performance dans un long métrage mené par un jeune acteur pour Karaté Kid (2010)
- EMA
  - 2016

### Nominations
- Black Reel Awards
  - 2007 : Meilleure performance de pointe pour À la recherche du bonheur (2006)
  - 2011 : Meilleur acteur pour Karaté Kid (2010)
  - 2011 : Meilleure chanson pour Never Say Never (2010)
- BET Awards
  - 2013 : Jeune Star
  - 2014 : Jeune Star
  - 2015 : Jeune Star
- Broadcast Film Critics Association Awards
  - 2007 : Meilleur jeune acteur pour À la recherche du bonheur (2006)
- Online Film & Television Association
  - Meilleure performance de jeune pour À la recherche du bonheur (2006)
- Empire Awards, UK
  - 2011 : Meilleur nouvel artiste pour Karaté Kid (2010)
- Image Awards
  - 2011 : Artiste remarquable dans un film pour Karaté Kid (2010)
  - 2007 : Artiste remarquable dans un rôle de soutien pour À la recherche du bonheur (2006)
- Kids' Choice Awards
  - 2011 : Meilleur acteur
- People's Choice Awards
  - 2011 : Équipe favorite à l'écran pour Karaté Kid (2010)
- Phoenix Film Critics Society Awards
  - 2010 : Meilleure performance par un adolescent dans un rôle principal ou rôle de soutien masculin pour Karaté Kid (2010)
- Teen Choice Awards
  - 2007 : Meilleur film masculin de pointe pour À la recherche du bonheur (2006)
  - 2010 : Meilleure star de film d'été masculin
  - 2011 : Meilleure tenue de tapis rouge masculin